# Club olympique Périgueux-Ouest (rugby à XV)
Pour le club omnisport, voir Club olympique Périgueux-Ouest.
Pour la section basket-ball féminin, voir Club olympique Périgueux-Ouest (basket-ball).
Maillots
Le Club olympique Périgueux-Ouest est un club de rugby à XV, basé à Périgueux. Faisant partie d'un club omnisports, le Club olympique Périgueux-Ouest, l'équipe de rugby évoluait dans les années 1920 au plus haut niveau du rugby français, aux côtés de son rival du CA Périgueux. Le club omnisports du COPO a aujourd'hui plusieurs sections et la section rugby existe toujours et évolue au niveau régional de la Ligue Nouvelle-Aquitaine de rugby.

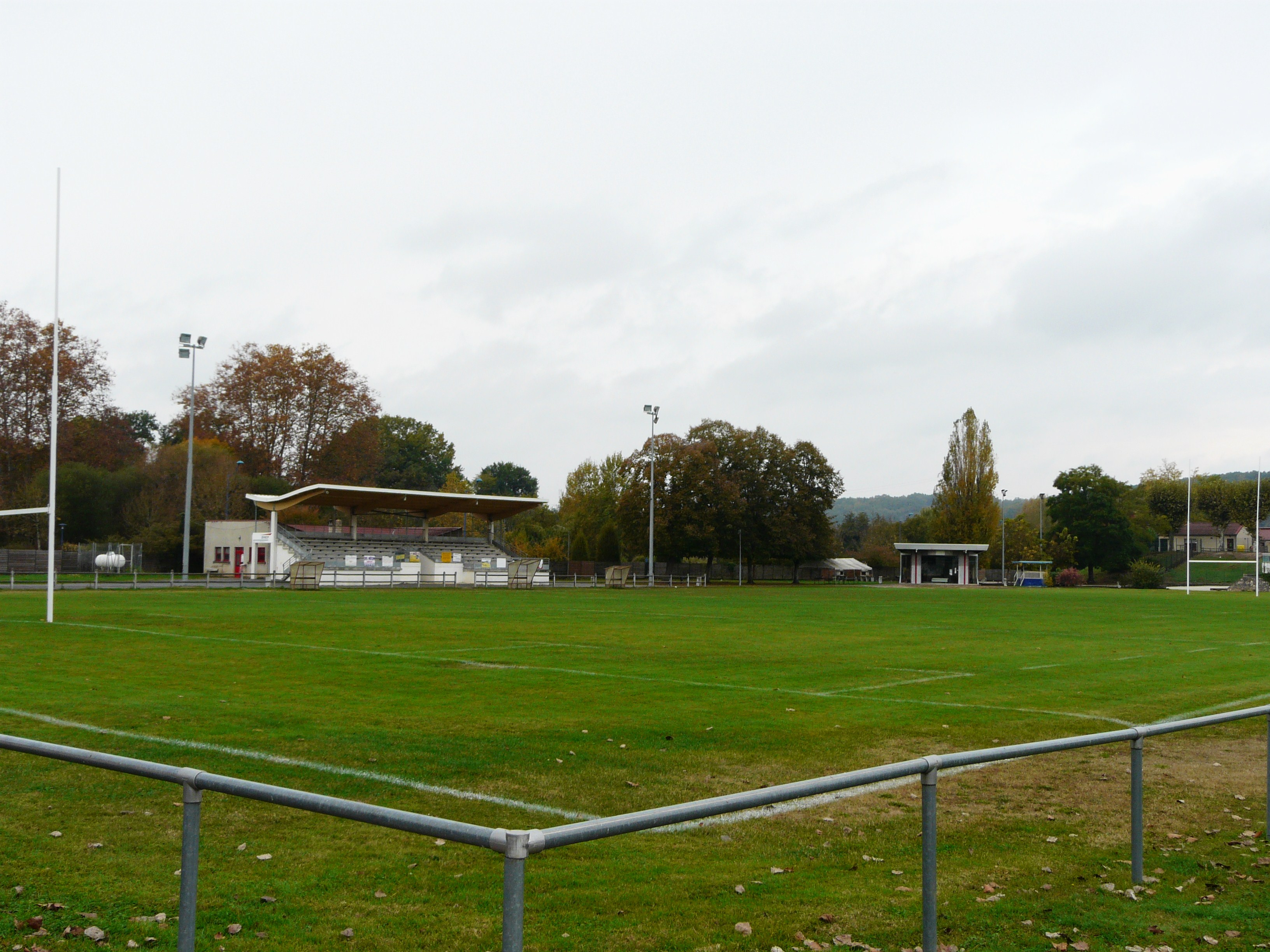
Le stade Maurice-Lacoin.

## Palmarès
- Champion du comité Périgord Agenais 2e série - saison 2003-2004
- Champion du comité Périgord Agenais réserve 1re série - saison 2014-2015